# 89式火箭筒
89式火箭筒（全稱：式80毫米单兵反坦克火箭，以下简称为PF-89）是一款由中國北方工业公司為中国人民解放军（以下简称为解放軍）所研製和生产的第一代一次性使用型80毫米口徑轻型反坦克火箭发射系统，旨在取代過時的69式火箭筒，提供一款便攜式、一次性使用的突擊武器系統，主要用於步兵班組打擊和摧毀輕型裝甲車輛和碉堡。
PF-89的設計使得其能夠精確發射火箭推進的80毫米高爆反坦克（HEAT）彈頭，而且後座力極小。PF-89從1993年開始投入量產，並在整個自1990年代基本上取代了解放軍的69式火箭筒。即使2010年以來，更先進的08式火箭筒亦已經投入服役，仍沒完全取代PF-89。

## 概述
PF-89是一种轻型反坦克武器，相当于瑞典的AT4（美国命名为M136）。使用的弹药是以尾翼稳定的火箭弹。出厂时包装在一个一体成型，用后即丢的玻璃纤维容器内，可由单兵携带操作。
PF-89的发射筒上方装有搬运用提把，下方具有同时作为安全装置的折叠式样握把。为了方便于运输和储存，整個容器是防水设计。左方配备简单的折叠式光学瞄准具，发射前由射手识别目标和估计距离。然而，受到發射裝置設計上的限制，火箭筒只能从右肩发射。（如果从左肩发射的话，就无法使用光学瞄准具協助瞄准）而且光学瞄准具无法在夜间使用。
PF-89的整个武器系统的重量是3.7公斤（8.15磅），是69式火箭筒的重量（5.6公斤發射器加上2.2—2.9公斤火箭弹）的大约一半。由於只要受过简单的训练就可以操作这项武器，因此能够在步兵班之中装备至每一名戰鬥人員上（包括班長、自動步枪手、机枪手甚至狙擊手），大大提高了解放军步兵的火力预计。
80毫米口徑的反装甲火箭中装上锥形装药，距离装甲一定距离时引爆装药，漏斗状金属壳体受挤压变形并在高温高压作用下聚焦形成一条高速金属射流，使得热能集中于一点此以贯透装甲。火箭弹收纳在兼作为搬运管的发射管中的时候，尾部的安定翼会收在火箭弹之中，发射后才会展开以维持弹道的安定。
PF-89主要由步兵用于攻击和摧毁轻型装甲車輛和掩体。无后坐力设计使得发射後的80毫米高爆反战车火箭弹弹头弹道相当稳定，具有良好的命中精确度。

## 使用國
| 國家           | 組織名稱       |
| -------------- | -------------- |
| 柬埔寨         | 柬埔寨王家軍隊 |
| 中华人民共和国 | 中国人民解放军 |
| 爱沙尼亚       | 愛沙尼亞國防軍 |

## 流行文化

### 電子遊戲
- 2005年—《真實計劃》：由中國人民解放軍輕型反裝甲兵所使用。
- 2008年—：由中国人民解放軍海军陆战队所使用，使用红外热成像瞄具，奇怪地能类似于98式火箭筒般可重新装填，且使用高爆穿甲弹；在游戏中，400米内，可以单枚击毁任意装甲车和直升机，或者固态目标，两枚击毁任意重装甲载具。
- 2010年—《闪点行动：龙之狂怒》：由中国人民解放軍陆军所使用，装备光学瞄具，配用弹种为穿甲弹和高爆弹，两者的触发机构，弹头部分皆不同且仍使用98式火箭筒的钢制（一说玻璃钢）弹头保护罩，使用前需要拧下保护套，然后装填，；使用穿甲弹，单发可以在200m距离内击毁任意APC，200m内两枚击毁主战坦克。
- 2011年—《光荣使命》

## 外部連結
- （英文）—Sinodefence.com.—PF89 80mm Rocket Launcher
- （英文）—Chinese Infantry Heavy Weapon & Small Arms | China Defense Mashup
- （英文）—The Firearm Blog—A Guide To Chinese Infantry Support Weapons (Guest Post)（页面存档备份，存于）
- （日語）—日本周辺国の軍事兵器（页面存档备份，存于）
- （简体中文）—D Boy Gun World（槍炮世界）—PF89火箭筒（页面存档备份，存于）
- （简体中文）—新浪网－国产新型PF89A式火箭弹比老产品威力提高一倍（页面存档备份，存于）
- （简体中文）—网易新闻中心—成熟适用的PF89式80毫米系列单兵火箭筒（页面存档备份，存于）
- （简体中文）—万花镜—这是中国最小的反坦克火箭筒，塑料制造打完一炮就给扔！

1. 1 2  . Military Today.[]
2. ↑  . Military Today. 原始内容存档于August 15, 2018.